# 7 iunie
ianuarie • februarie • martie  • aprilie  • mai  • iunie  • iulie  • august  • septembrie  • octombrie  • noiembrie  • decembrie
7 iunie este a 158-a zi a  calendarului gregorian și ziua a 159-a în anii bisecți. Mai sunt 207 zile până la sfârșitul anului.

## Evenimente
- 48 î.Hr.: Bătălia de la Pharsalos. Pompei este învins de Cezar.
- 1340: A fost fondat în Olanda orașul Rotterdam.
- 1494: Spania și Portugalia au semnat Tratatul de la Tordesillas, prin care Lumea Nouă (America) era împărțită între cele două țări.
- 1654: Ludovic al XIV-lea este încoronat rege al Franței.
- 1775: „Coloniile Unite" își schimbă denumirea în Statele Unite ale Americii.
- 1780: Revoltă anticatolică la Londra.
- 1821: Bătălia de la Drăgășani, în care trupele otomanii îi înfrâng cu ușurință pe eteriști, împreună cu o parte din panduri.
- 1929: Vaticanul devine stat suveran.
- 1942: Al Doilea Război Mondial: Se încheie bătălia aeronavală de la Midway, în care Marina Statelor Unite a învins în mod decisiv Marina Imperială Japoneză (începută la 4 iunie 1942).
- 1947: A luat ființă, prin ordinul Ministrului Armatei, Mihail Lascăr, clubul sportiv ASA București, din 1961 Steaua București.
- 1958: La București, atleta Iolanda Balaș a stabilit recordul mondial la săritura în înălțime - 1,78 m.
- 1995: Regizorul Lucian Pintilie a primit distincția franceză Cavaler al Ordinului Artelor și Literelor.
- 2001: Partidul Laburist a lui Tony Blair rămâne la putere după ce câștigă alegerile generale.
- 2004: Printr-un decret emis pe 7 iunie de președintele Franței, Jacques Chirac, actorului român Ion Lucian i-a fost decernat titlul de Ofițer al Ordinului Național al Legiunii de Onoare, ca o recunoaștere a meritelor excepționale în domeniul teatrului.
- 2009: Alegeri pentru Parlamentul European în România.
- 2021: Cascada Bigăr, parte din Izvorul Bigăr din Parcul Național Cheile Nerei - Beușnița, s-a prăbușit din cauze naturale.

## Nașteri

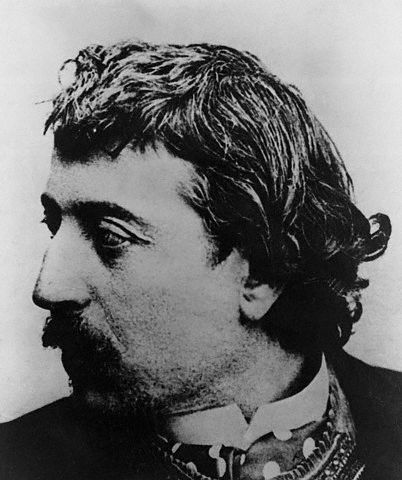
Paul Gauguin, pictor francez
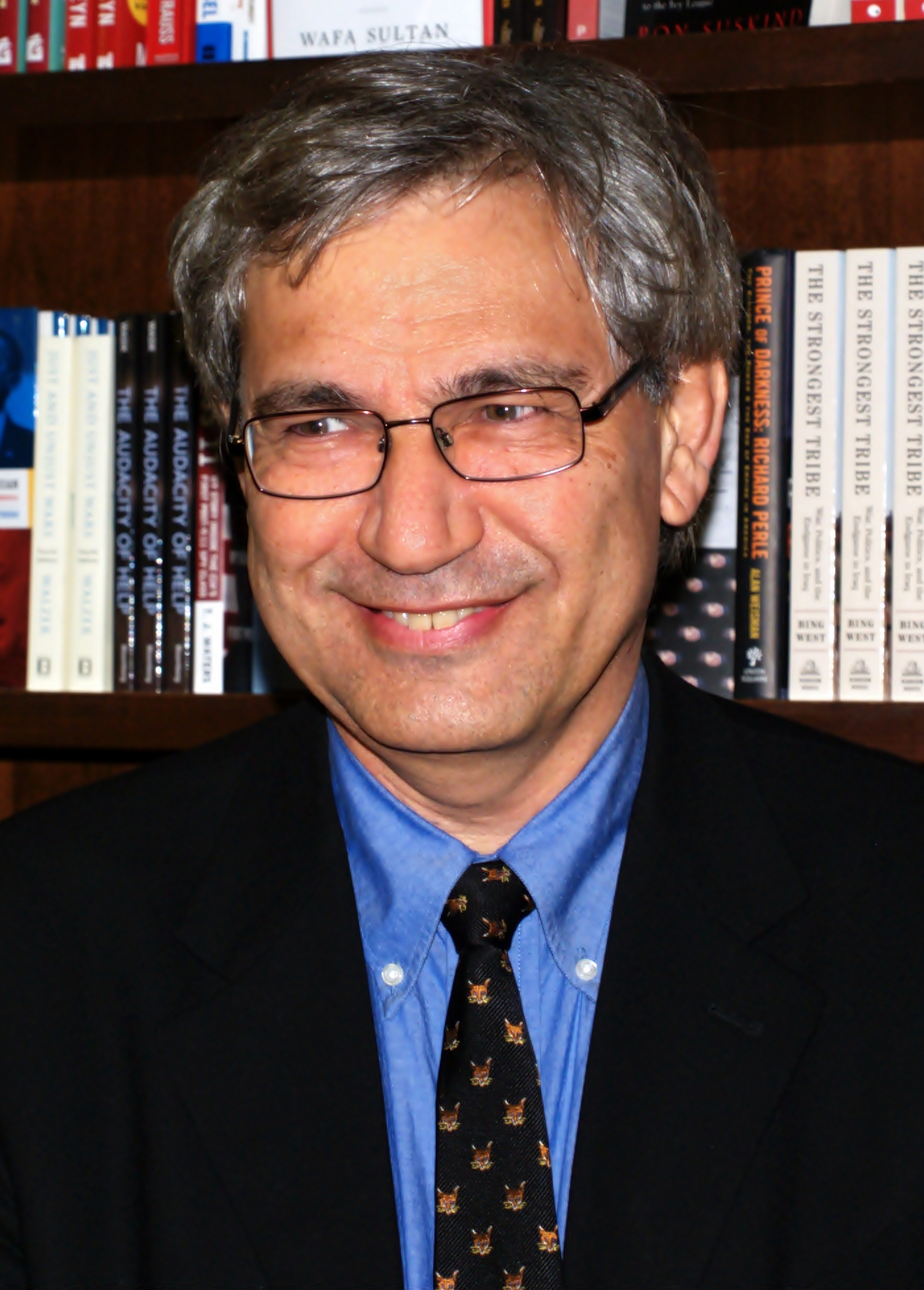
Orhan Pamuk, scriitor turc
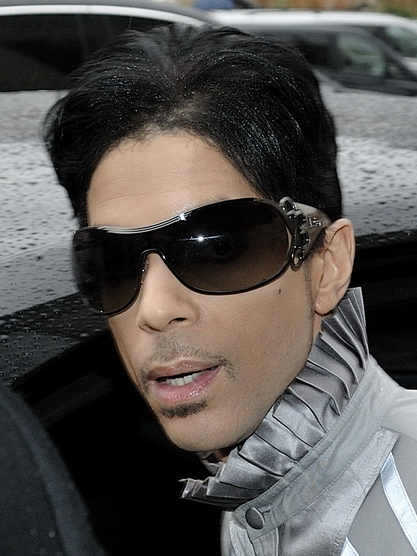
Prince, cântăreț, compozitor, textier, producător de muzică și multi-instrumentist american

- 1502: Ioan al III-lea al Portugaliei, rege al Portugaliei (d. 1557)
- 1757: Georgiana Cavendish, Ducesă de Devonshire (d. 1806)
- 1837: Alois Hitler, tatăl lui Adolf Hitler (d. 1903)
- 1840: Charlotte a Belgiei, soția împăratului Maximilian I al Mexicului (d. 1927)
- 1848: Paul Gauguin, pictor francez (d. 1903)
- 1862: Philipp Lenard, fizician german, laureat al Premiului Nobel (d. 1947)
- 1868: Charles Rennie Mackintosh, arhitect, grafician, pictor britanic (d. 1928)
- 1875: Stan Golestan, compozitor și critic muzical român (d. 1956)
- 1877: Charles Glover Barkla, fizician britanic (d. 1944)
- 1879: Knud Rasmussen, explorator, antropolog și etnolog danez (d. 1933)
- 1879: Joan Voûte, astronom neerlandez (d. 1963)
- 1886: Henri Coandă, inginer român în aviație (d. 1972)
- 1893: Ludovic Feldman, muzician evreu din România (d. 1987)
- 1896: Imre Nagy, politician maghiar (d. 1958)
- 1896: Robert S. Mulliken, fizician și chimist american (d. 1986)
- 1909: Virginia Apgar, chirurg și anestezist american (d. 1974)
- 1909: Jessica Tandy, actriță americano-britanică (d. 1994)
- 1914: Khwaja Ahmad Abbas, regizor de film, scenarist și jurnalist indian (d. 1987)
- 1915: Constantin Constantinov, artist moldovean (d. 2003)
- 1917: Dean Martin, cântăreț și actor american (d. 1995)
- 1920: Georges Marchais, politician francez (d. 1997)
- 1922: Egon Balas, matematician și economist român (d. 2019)
- 1933: Lamine Diack, atlet senegalez (d. 2021)
- 1940: Tom Jones, pe numele adevărat Sir Thomas Jones Woodward, cântăreț britanic
- 1940: Ion Murgeanu, poet, prozator și jurnalist român (d. 2016)
- 1942: Muammar al-Gaddafi, politician și conducătorul de facto al Libiei (d. 2011)
- 1951: Philip Davis, politician din Bahamas, prim-ministru (2021-prezent)
- 1952: Orhan Pamuk, scriitor turc
- 1952: Liam Neeson, actor irlandez
- 1954: Jan Theuninck, pictor și poet belgian
- 1958: Prince (n. Prince Rogers Nelson), cântăreț, compozitor, textier, producător de muzică și multi-instrumentist american (d. 2016)
- 1960: Radu, Principe al României
- 1960: Bill Prady, scenarist, producător de film american
- 1962: Viola Amherd, personalitate politică elvețiană, președinta Confederației Elvețiene în anul 2024
- 1963: Choi Sang-mok, politician sud-coreean care a ocupat funcțiile de președinte interimar și prim-ministru interimar (decembrie 2024 - martie 2025)
- 1963: Prințul Joachim al Danemarcei
- 1964: Grant Blackwood, scriitor american
- 1965: Mick Foley, Wrestler american
- 1967: Cristina-Adela Foișor, șahistă română (d. 2017)
- 1968: Juan Antonio Pizzi, fotbalist argentinan
- 1969: Alina Astafei, atletă română stabilită în Germania
- 1970: Cafu, fotbalist brazilian
- 1973: Daniel Baston, fotbalist român
- 1973: Cristi Gram, chitarist român de muzică rock
- 1974: Bear Grylls, aventurier britanic
- 1976: Ron Braunstein, rapper american
- 1977: Florian Ghimpu, actor român de film și teatru, și prezentator TV
- 1979: Anna Torv, actriță australiană
- 1981: Anna Kurnikova, jucătoare rusă de tenis
- 1983: Bogdan Toader, politician român
- 1984: Constantin Bejenaru, pugilist român
- 1987: Hao Jialu, scrimeră chineză
- 1988: Michael Cera, actor canadian
- 1988: Ekaterina Makarova, jucătoare rusă de tenis
- 1988: Valentina Panici, handbalistă română
- 1990: Iggy Azalea, rapperiță australiană
- 1991: Emily Ratajkowski, model și actrița americană
- 1993: George Ezra, cântăreț englez
- 1998: Vittoria Ceretti, fotomodel și moderatoare de televiziune italiană

## Decese
- 1394: Ana de Bohemia, prima soție a regelui Richard al II-lea al Angliei (n. 1366)
- 1710: Louise de la Vallière, metresa regelui Ludovic al XIV-lea al Franței (n. 1644)
- 1716: Stolnicul Constantin Cantacuzino, diplomat, istoric și geograf român
- 1843: Friedrich Hölderlin, poet german (n. 1770)
- 1865: Auguste Aiguier, pictor francez (n. 1814)
- 1876: Josephine de Leuchtenberg, soția regelui Oscar I al Suediei și Norvegiei (n. 1807)
- 1937: Jean Harlow, actriță americană (n. 1911)
- 1946: Elsa Bruckmann, gazdă de salon germană provenind din înalta aristocrație română (n. 1865)
- 1953: Ion Flueraș, politician român (n. 1882)
- 1954: Alan Turing, matematician, logician, criptanalist englez (n. 1912)
- 1966: Jean Arp, sculptor, pictor și poet francez (n. 1886)
- 1980: Henry Miller, scriitor american (n. 1891)
- 2002: George Ioan Dănescu, general și politician român
- 2008: Dino Risi, regizor italian de film (n. 1916)
- 2009: Hugh Hopper, basist englez (Soft Machine) (n. 1945)
- 2010: Petru Codrea, jurnalist, profesor, scriitor și consultant media român (n. 1934)
- 2011: Mircea Iorgulescu, critic, istoric și eseist literar român (n. 1943)
- 2013: Pierre Mauroy, politician francez, prim-ministru al Franței (n. 1928)
- 2014: Fernandão, fotbalist brazilian (n. 1978)
- 2015: Christopher Lee, actor, autor și cântăreț englez (n. 1922)
- 2019: Elisabeta Ionescu, handbalistă română (n. 1953)
- 2021: Iurie Sadovnic, muzician și cântăreț de muzică ușoară și folk din Republica Moldova (n. 1951)
- 2022: Carl, Duce de Württemberg, șef al Casei de Württemberg (n. 1936)

## Sărbători
- Sf. Mc. Teodot, Episcopul Ancirei; Sf. Mc. Zenaida și Sebastian (Calendar ortodox)
- Ziua Mondială a Salariului Minim pe Economie